# SEAT Inca
Seat Inca — компактний фургон іспанської компанії SEAT, який представлений як наступник SEAT Terra і виготовлявся в період з 1995 по 2003 рік. 

## Опис

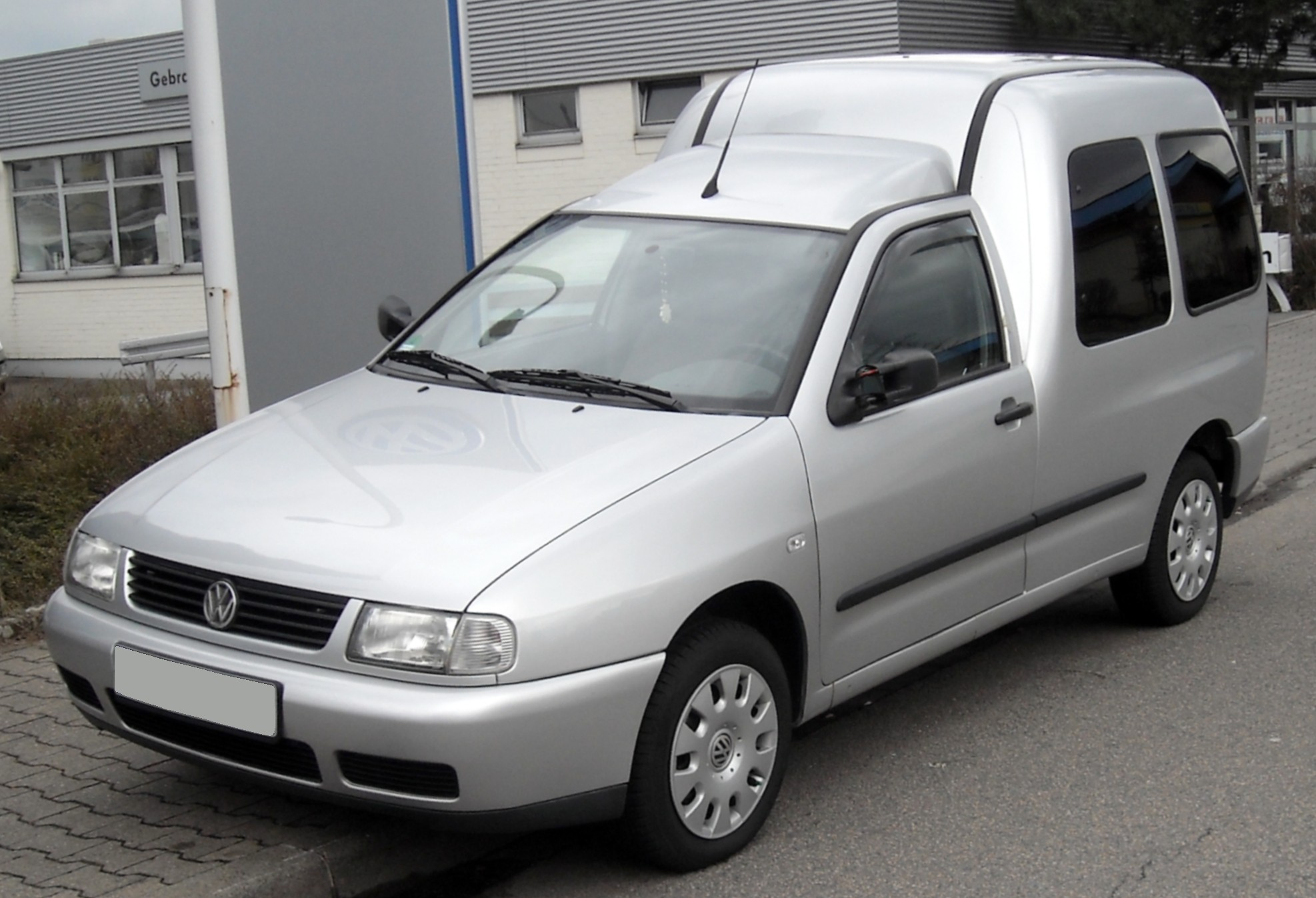
Volkswagen Caddy (1995-2004)

Внутрішнє позначення моделі було 9KS. Він був збудований подовженій на 16 сантиметрів базі Ibiza / Cordoba 1993 року.
Volkswagen Caddy другого покоління моделі 9KV ідентичний SEAT Inca.
На додаток до ванта версії, він був схожий на VW Caddy, засклений вагон версії, яка була затверджена як 5-місцевий.
На відміну від Caddy, інки не мав прямого спадкоємця. Колишній генеральний директор сидіння , Бернд Пішетсрідер , це виправдано з запланованим перебудови марки їх angestrebtem зображення не відповідає такій моделі.

## Двигуни
- 1.4 L I4
- 1.6 L I4
- 1.9 L I4 D
- 1.9 L I4 SDI
- 1.9 L I4 TDI

## Виробництво і продаж
| Модель          | 1996   | 1997   | 1998   | 1999   | 2000   | 2001   | 2002   | 2003   |
| --------------- | ------ | ------ | ------ | ------ | ------ | ------ | ------ | ------ |
| SEAT Inca       |        |        | 16,905 | 18,103 | 15,207 | 14,763 | 11,802 | 7,982  |
| SEAT Inca Kombi |        |        | 7,708  | 8,573  | 5,534  | 5,316  | 3,879  | 2,150  |
| Всього          | 26,164 | 25,484 | 24,613 | 26,676 | 20,741 | 20,079 | 15,681 | 10,132 |